# 石砭庙
石砭庙，位于内蒙古自治区鄂尔多斯市乌审旗无定河镇大石砭村，是一座藏传佛教格鲁派寺院。

## 简介
明朝万历十三年（1585年），三世达赖应土默特部俺答汗之子森格都仁的邀请，赴今呼和浩特，途中留宿在呼图克台彻辰洪台吉居住的大石砭。应呼图克台彻辰洪台吉的请求，三世达赖在此处诵经三个月，为呼图克台彻辰洪台吉以及夫人陶尔根珠拉灌顶，并赠给他们一幅扎木斯仁（大红司令主）佛像，让呼图克台彻辰洪台吉供奉。
此后，呼图克台彻辰洪台吉的后裔在此处修建了一座家庙，继续供奉扎木斯仁佛以及呼图克台彻辰的苏力德。清朝康熙三十一年（1692年），增建三世佛殿，后来还增建喇嘛住房。同治六年（1867年），遭到马化龙回民起义军焚毁。同治十二年（1873年），乌审旗协理巴拉珠尔公出资重修并扩建该庙，使该庙拥有25间大经堂，9间圣主殿（圣主指达赖），2间大红司令主殿，2间药师殿，2间守斋殿，此外还有喇嘛住房百余间。
文化大革命中，该庙被毁灭。1987年，国家投资2万元，重建9间殿堂，该庙成为乌审旗的宗教活动点之一。